# Comuna Kurciîțea, Novohrad-Volînskîi
Kurciîțea (în ucraineană Курчицька сільська рада) este o comună în raionul Novohrad-Volînskîi, regiunea Jîtomîr, Ucraina, formată din satele Hodurkî, Kurciîțea (reședința), Kurciîțka Huta și Mîhiivka.

## Demografie
Componența lingvistică a comunei Kurciîțea
     Ucraineană (98,69%)
     Alte limbi (1,14%)
Conform recensământului din 2001, majoritatea populației comunei Kurciîțea era vorbitoare de ucraineană (98,69%), existând în minoritate și vorbitori de alte limbi.